# NGC 2792
NGC 2792 ist ein planetarischer Nebel im Sternbild Segel des Schiffes. 
Er wurde am 2. März 1835 von dem britischen Astronomen John Herschel entdeckt.